# Барановський Анатолій Максимович
Анато́лій Макси́мович Барано́вський (нар. 25 січня (7 лютого) 1906, Київ, Російська імперія — 9 листопада 1988, Київ, Українська РСР, СРСР) — український радянський державний діяч і дипломат. Кандидат у члени ЦК КП(б)У в 1940 — серпні 1946 року та в 1949—1952 роках. Член ЦК КПУ в серпні 1946 — 1949 року і в 1952—1981 роках. Депутат Верховної Ради УРСР 2—9-го скликань. Кандидат економічних наук.

## Біографія
Народився 25 січня (7 лютого) 1906 року в Києві в родині службовця. У 1920 році закінчив семирічну трудову школу.
У 1920—1922 роках — оперативний співробітник штабу Київської міської міліції. Працював також у фінансових органах Волинської губернії. У 1923 році вступив до комсомолу.
До 1924 року — секретар осередку комсомолу, секретар Гошівської сільської ради Овруцького району Волинської губернії. У 1924 році закінчив партійну школу.
У 1924—1927 роках — секретар Народицького районного комітету ЛКСМУ Коростенського округу, завідувач відділу Барашівського, Базарського районних комітетів ЛКСМУ Волинської губернії.
У 1927—1928 роках — секретар Базарського райвиконкому, заступник голови Городницького райвиконкому Коростенського округу Житомирщини.
У жовтні 1928—1930 роках служив у Червоній армії.
Член ВКП(б) з 1929 року.
У 1933 році закінчив Харківський плановий інститут Держплану УСРР.
У 1932—1939 роках — старший референт, начальник сектору, начальник відділу Держплану УСРР-УРСР. У квітні 1939 — 28 травня 1940 року — заступник голови Державної планової комісії при РНК УРСР.
28 травня 1940 — 1941 року — голова Державної планової комісії при РНК Української РСР.
З 5 травня 1941 року — заступник голови РНК УРСР. На початку німецько-радянської війни в умовах наступу гітлерівських військ на Україну проводив значну роботу щодо перебазування важливих підприємств на схід для налагодження масового виробництва озброєння та боєприпасів. У 1941-1942 роках — начальник оперативної групи з промисловості Військової ради Південного фронту.
У 1942—1944 роках — експерт народного комісара закордонних справ СРСР з економічних питань, брав участь у підготовці економічних статей (угод) про перемир'я з союзниками Німеччини у Другій світовій війні. 
У 1944 — 16 червня 1953 року — заступник голови РНК УРСР (з 15 березня 1946 року — РМ УРСР).
18 грудня 1945 року від імені уряду УРСР підписав у Вашингтоні угоду про допомогу Україні Міжнародної організації допомоги постраждалим від війни (ЮНРРА).
У березні—травні 1946 року був керівником української делегації на IV сесії ЮНРРА. Брав участь у Паризькій мирній конференції 1946 року; як представника України був обраний головою комісії з політичних і територіальних питань по Румунії, де не лише відстоював інтереси України, а й заперечував окремі вимоги деяких держав щодо Румунії. Очолював підкомітет, створений для визначення чехословацько-угорського кордону в районі Братислави (Словаччина). Був керівником делегації УРСР на Белградській конференції 1948 року, що виробила Конвенцію про режим судноплавства на річці Дунаї.
З 10 червня 1952 по 11 травня 1954 року — міністр закордонних справ Української РСР.
У 1950—1954 роках очолював делегацію України на V–VIII сесіях ГА ООН. В умовах диктату делегації СРСР, виявляючи принциповість, опонував її главі Андрію Вишинському.
11 травня 1954 — 20 травня 1957 року — голова Держплану Української РСР і заступник голови Ради Міністрів УРСР.
20 травня — 17 липня 1957 року — 1-й заступник голови Держплану УРСР. 17 липня 1957 — 1 березня 1961 року — 1-й заступник голови Держплану УРСР — міністр Української РСР.
1 березня 1961 — 22 серпня 1979 роках — міністр фінансів Української РСР.
19 січня 1966 — 1979 року — засновник і перший голова Українського відділення Товариства радянсько-в'єтнамської дружби (тепер — Товариство «Україна-В'єтнам»).
Потім — на пенсії в місті Києві.

Могила

Помер 9 листопада 1988 року. Похований в Києві на Байковому кладовищі (ділянка № 7).

## Нагороди
Нагороджений орденом Леніна, орденом Жовтневої Революції, трьома орденами Трудового Червоного Прапора (1956, 1.02.1966), медалями.